# Trimethylgallium
Trimethylgallium mit der Konstitutionsformel Ga(CH3)3, auch als TMG oder als TMGa bezeichnet, ist eine metallorganische Verbindung des Galliums.

## Darstellung
Trimethylgallium kann durch die Umsetzung von Galliumtrichlorid mit Dimethylzink bei 120 °C gewonnen werden.
{\displaystyle \mathrm {2\ GaCl_{3}\ +\ 3\ (CH_{3})_{2}Zn\ \rightarrow \ 2\ Ga(CH_{3})_{3}\ +\ 3\ ZnCl_{2}} }
Eine Reaktion von Methylmagnesiumchlorid mit Galliumtrichlorid in Diethylether führt zu Trimethylgallium monodiethyletherat, dem Diethyletheradukt des Trimethylgallium.

## Eigenschaften
Es ist bei Raumtemperatur eine klare, farblose Flüssigkeit, welche an Luft selbstentzündlich ist und mit Wasser heftig reagiert. Trimethylgallium muss unter trockener Schutzgasatmosphäre bei Temperaturen unter 25 °C gelagert und gehandhabt werden.

## Verwendung
Trimethylgallium dient im Rahmen der metallorganischen Gasphasenepitaxie (MOVPE) als Galliumquelle zur Herstellung von Verbindungshalbleitern wie Galliumphosphid (GaP), Galliumarsenid (GaAs), Galliumantimonid (GaSb), Galliumnitrid (GaN) und Indiumgalliumnitrid (InxGa1−xN), die unter anderem im Bereich der Optoelektronik Ausgangsstoffe für die Herstellung von Leuchtdioden sind.